# Membranbelebungsreaktor

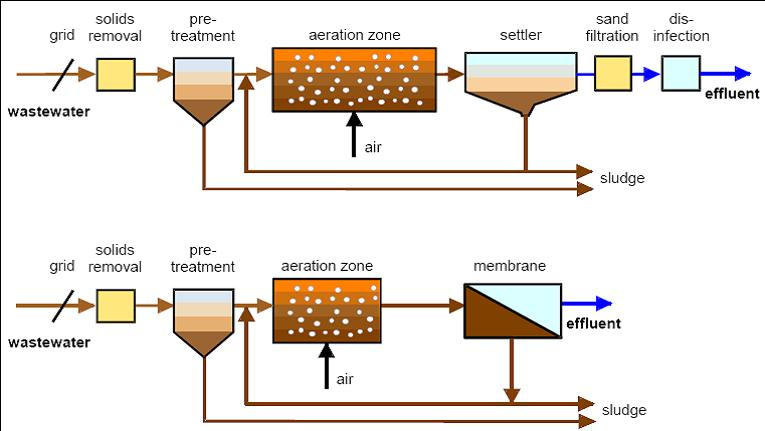
Schematische Darstellung des konventionellen Belebtschlammprozesses (oben) und Membranbelebungsreaktor (unten)

Unter einem Membranbelebungsreaktor (MBR) versteht man einen Kläranlagentyp, der unter Zuhilfenahme von Membranen mit Poren zwischen 0,1 und 0,01 µm Größe (Ultrafiltration) seine Effizienz deutlich steigern kann. Die Anlage wird dabei meist mittels Tangentialflussfiltration betrieben.

## Anwendung
Die Membranen können in Form von Hohlfasern, als Wickel- oder als Plattenmodule eingesetzt werden. Man unterscheidet zwischen belüfteten und unbelüfteten Systemen. Die MBR-Anlage wird oft eingesetzt, um eine Nachklärung von häuslichen oder kommunalen Abwässern zu erreichen. Dazu kann die MBR auch in bestehende biologische Behandlungsstufen getaucht werden. Häufig wird jedoch eine externe Anordnung angestrebt, die eine leichtere Wartung durch besseren Zugang zu Anlage ermöglicht.
Einsatzgebiete für getauchte Membrananlagen sind: 
- Grauwasserbehandlungen
- Regenwasser- und Oberflächenwasseraufbereitung
- Rückhaltung der Biologie aus industriellen und häuslichen Abwässern (kommunale Anlagen).

## Vorteile
Ein großer Vorteil der MBR ist ihr geringer Platzbedarf, da sie ohne Nachklärung auskommt. Zudem ist die Reinigungsleistung durch höhere Schlammfrachten größer.
In den letzten Jahren kommen vermehrt MBR bei Anwendungen in der 4. Reinigungsstufe mit pulverisierter Aktivkohle zum Einsatz, da ihr Platzbedarf im Vergleich zum Ulmer Verfahren deutlich geringer ist, da neben der Nachklärung auch das Absetzbecken für die Aktivkohle und der Sandfilter bzw. Polstofffilter eingespart werden kann. Auch bei anderen Techniken für die Spurenstoffbeseitigung bringt die MBR gewisse Vorteile.
Ein weiter Vorteil ist die nahezu Sterilfiltration durch die gewählte Porenweite und die dadurch bedingte Abscheidung pathogener Keime. Prionen werden allerdings nur teilweise zurückgehalten.

## Nachteile
Bislang ist neben den zusätzlichen Kosten bei der Anschaffung vor allem der Energiebedarf der größte Nachteil, da das Wasser mit Pumpen durch die Membranen gesaugt wird. Zudem werden die Membranen in der Regel mit Luft umspült, um die Deckschicht abzureinigen, was ebenfalls Energie benötigt. Allerdings haben die Kosten für die Membranen in den letzten Jahrzehnten sehr stark nachgelassen. Und auch die Permeabilität hat deutlich zugenommen, was sich positiv auf die Energiebilanz auswirkt. Ob eine MBR bezüglich der Kosten und des Energieverbraus sinnhaft ist muss im Einzelfall betrachtet werden.

## Ausbaugröße
Auf Grund der kompakten Bauweise, werden oft Kleinkläranlagen als MBR ausgeführt. Allerdings ist die Technik nicht darauf beschränkt. Die größte aktuell gebaute MBR ist die Kläranlage Henriksdal in Stockholm mit 780.000 Einwohnerwerten (EW). Sie wird derzeit erweitert und soll am Ende 2.000.000 EW verarbeiten. Weitere sind Brightwater WWTP (größte Anlage USA), nahe Seattle mit 189.000 EW, oder das Klärwerk Nordkanal für 80.000 EW.